# Голубянка альцет
Голубянка альцет, или короткохвостка Альцетас, или короткохвостка Альцет, или голубянка Альцетас, или голубянка алцестис (лат. Cupido (Everes) alcetas) — мирмекофильный вид дневных бабочек из семейства Голубянки (Lycaenidae).

## Распространение
Палеарктический вид. Восточная и южная Европа. Северная Евразия (до Байкала), Крым, Кавказ, Северный Казахстан. В России известен в следующих регионах: Европейская часть (в том числе Ленинградская область, Кировская область, Республика Коми), южный Урал, южная Сибирь, Алтай, Саяны, Забайкалье.

## Этимология
Вид был впервые описан в 1804 году немецким энтомологом Иоганном Центурием фон Гофманзегом и назван им «Alcetas (Alcestes)» по имени Алкестиды (Альцестида; др.-греч. Ἄλκηστις) — в древнегреческой мифологии дочери царя Иолка Пелия и Анаксибии, жена царя города Феры (Фессалия) Адмета.

## Описание
Длина передних крыльев 13—16 мм. Крылья самцов сверху голубовато-фиолетовые, самка серо-бурая. Различные типы лугов, на лесных опушках. Гусеницы питаются цветами и листьями таких растений как клевер (Trifolium), козлятник аптечный (Galega), вязель (Coronilla) и других травянистых бобовых. В год 1 или 2 поколения (май—июль), на севере одно поколение. Яйца зеленоватые (самки откладывают их по одному на стебли кормовых растений). Зимуют гусеницы (зелёного цвета).
Мирмекофильный вид, известна его симбиотическая связь с муравьями рода Formica.